# Simeone Maria Cardon
Simeone Maria Cardon, właśc.: Ignace Alexandre Joseph Cardon (ur. 13 marca 1759 w Cambrai, zm. 14 maja 1799 w opactwie Casamari k. Veroli) – francuski duchowny katolicki, cysters, męczennik, ofiara prześladowań antykatolickich w Republice Partenopejskiej, państwie zależnym od rewolucyjnej Francji, błogosławiony Kościoła katolickiego.

## Życiorys
Urodził się w Cambrai 4 sierpnia 1782 roku złożył śluby zakonne w benedyktyńskim klasztorze di San Mauro di Saint-Faron w Meaux. W 1795 roku opuścił Francję i udał się do klasztoru Casamari. Wstąpił tam do zakonu cystersów i przyjął święcenia kapłańskie. W opactwie pełnił funkcję skarbnika. 13 maja 1799 roku klasztor został zajęty przez żołnierzy armii francuskiej w wyniku podboju Włoch i utworzenia Republiki Partenopejskiej. W obronie opactwa kilku cystersów zostało rannych, również i ojciec Simeone, który zmarł w ich wyniku dnia następnego. 26 maja 2020 papież Franciszek podpisał dekret o męczeństwie jego i innych pięciu zakonników, co otworzyło drogę do ich beatyfikacji, która odbyła się 17 kwietnia 2021 w opactwie Casamari.